# Sydney Schertenleib
Sydney Schertenleib (Zürich, 30 januari 2007) is een voetbalspeelster uit Zwitserland. Ze speelt als middenvelder voor FC Barcelona in de Primera División.

## Clubcarrière
Schertenleib voegde zich in 2010 in de jeugdacademie van FC Zürich. Tot haar vijftiende levensjaar voetbalde ze in jongensteams. In 2022 won ze met een meidenteam van FC Zürich de Blue Stars/FIFA Youth Cup door in de finale leeftijdsgenoten van Olympique Lyonnais te verslaan. In augustus van het zelfde jaar maakte ze voor het eerst haar opwachting voor FC Zürich -21 in de Nationalliga B, in een wedstrijd tegen FC Wil. In deze wedstrijd maakte Schertenleib gelijk haar eerste doelpunt. In dit team speelde ze samen met haar oudere zus Lillian Schertenleib. Sydney maakt gemiddeld een doelpunt wedstrijd, terwijl haar zus Lillian gemiddeld twee doelpunten per wedstrijd maakte.
Op 1 oktober 2022 maakte Schertenleib voor het eerst haar opwachting in het het eerste elftal van FC Zürich in de Super League. In dezelfde wedstrijd maakte ze ook gelijk haar eerste doelpunt voor de club. In dezelfde maand wilde hoofdtrainer Inka Grings Schertenleib ook inzetten in de groepsfase van de Champions League 2022/23, maar door de regels van de UEFA ging hier een streep doorheen. Doordat Schertenleib in 2007 is geboren, was ze nog te jong om in actie te komen in de Champions League. In het seizoen 2022/23 werd Schertenleib met haar club FC Zürich kampioen van de Super League door in de Playoff-finale Servette FC te verslaan.
Op zestienjarige leeftijd maakte Schertenleib de overstap naar competitie- en stadsgenoot Grasshopper Zurich in de zomer van 2023, een middenmoter in de Super League. Ze maakte de overstap om meer kans op speelminuten te hebben dan bij FC Zürich het geval zou zijn geweest. In het seizoen 2023/24 verloor Schertenleib met haar club in de Playoffs in de kwartfinales tegen BSC Young Boys.
Na een seizoen voor Grasshoppers te hebben gespeeld, maakte Schertenleib de buitenlandse overstap naar de Spaanse topclub FC Barcelona. Ze maakte haar eerste opwachting in Barcelona B in de Primera Federación op 7 september 2024 in een wedstrijd tegen Villarreal. Slechts een week later maakte ze voor het eerst onderdeel uit van de selectie van de hoofdmacht van FC Barcelona. Op 2 november 2024 maakte ze haar debuut in de Primera División in een wedstrijd tegen Eibar. Schertenleib werd tegelijkertijd genomineerd voor een Golden Girl Award, waarmee ze onderdeel uitmaakte van de tien grootste talenten van de wereld.

## Statistieken
| Seizoen | Club               | Land        | Competitie       | Wedstrijden | Doelpunten |
| ------- | ------------------ | ----------- | ---------------- | ----------- | ---------- |
| 2022/23 | FC Zürich          | Zwitserland | Super League     | 8           | 2          |
| 2023/24 | Grasshopper Zurich | Zwitserland | Super League     | 16          | 3          |
| 2024/25 | FC Barcelona       | Spanje      | Primera División | 6           | 1          |
| Totaal  | Totaal             | Totaal      | Totaal           | 30          | 6          |

Laatste update: 6 maart 2025

## Interlandcarrière
In mei 2023 behaalde Schertenleib met Zwitserland -17 de halve finale van het EK 2023 in Estland. Ze maakte in februari 2024 op zeventienjarige leeftijd haar debuut voor het Zwitserse nationale team in een vriendschappelijke wedstrijd tegen Polen. In juli van hetzelfde jaar maakte ze in een interland tegen Turkije haar eerste interlanddoelpunt.